# ۲۰۰ آهنگ جهانی بیلبورد
۲۰۰ آهنگ جهانی بیلبورد یا جهانی ۲۰۰ (به انگلیسی: Billboard Global 200) یک جدول موسیقی هفتگی است که توسط مجلهٔ بیلبورد منتشر می‌شود. این جدول ترانه‌های برتر در سطح جهانی را بر اساس میزان فروش دیجیتال و استریم آن‌لاین، رده‌بندی می‌کند و بیش از ۲۰۰ کشور را شامل می‌شود. این جدول در سپتامبر ۲۰۲۰، به‌طور رسمی شروع به کار کرد.
نخستین شمارهٔ یک جهانی ۲۰۰، «واپ» از کاردی بی، با همکاری مگان دی استالین بود که در ۱۹ سپتامبر ۲۰۲۰ در صدر آن قرار گرفت.

## جهانی بیلبورد به‌استثنای ایالات متحده
بیلبورد به‌همراه جهانی ۲۰۰، جدولی مشابه را با عنوان جهانی بیلبورد به‌استثنای ایالات متحده (به انگلیسی: .Billboard Global Excl. U.S) راه‌اندازی کرد. این جدول از همان فرمول جهانی ۲۰۰ تبعیت می‌کند اما همان‌طور که از نام آن برمی‌آید، ترانه‌های ایالات متحده را شامل نمی‌شود. نخستین ترانهٔ شمارهٔ یک این جدول «هاوایی» از مالوما بود که در ۱۹ سپتامبر ۲۰۲۰ در صدر آن قرار گرفت.